# Doornse Hockey Club
Doornse Hockey Club is een Nederlandse hockeyclub uit de Utrechtse plaats Doorn.

## Geschiedenis
De club werd opgericht op 15 april 1975 en speelt op het terrein aan de Wijngaardsesteeg 1B. Er nemen enkele jeugdteams deel aan de bondscompetitie van de KNHB.